# Endlich Allein (Operette)
Endlich Allein ist eine Operette in drei Akten von Franz Lehár. Er komponierte das Stück innerhalb weniger Tage auf einer Zugreise vom 25. August bis 14. September 1910. Das Libretto stammt von Alfred Maria Willner und Robert Bodanzky. Die Uraufführung fand am 30. Januar 1914 unter Leitung des Komponisten im Theater an der Wien statt. Bei der Premiere spielten Paul Guttmann, Mizzi Günther, Hubert Marischka, Mizzi Schütz, Louis Kartousch und Ernst Tautenhayn. Das Werk war im Vergleich anderer Werke Lehárs weniger erfolgreich und wurde nach 116 Vorstellungen vom Spielplan genommen. Der Komponist arbeitete das Stück um, sodass es im Dezember 1930 unter dem Titel Schön ist die Welt erneut aufgeführt wurde.

## Handlung
Der Fokus der Handlung liegt auf der spannungsgeladenen Beziehung zwischen Dolly Doverland, einer wohlhabenden exzentrischen Dame aus Amerika, und Baron Frank Hansen, der sich als Bergführer ausgibt. In einer Szenerie in den Bergen sind sie gezwungen, aufgrund eines plötzlichen Unwetters die Nacht zusammen zu verbringen. Die Operette spielt mit dem Tabu der unerfüllten sexuellen Spannung, wobei Musik als Sprachmittel für das Unausgesprochene dient. Im Wesentlichen folgt die Handlung der überarbeiteten Version Schön ist die Welt.

### Szenenbeschreibung
In der spanischen Version des Textbuchs ist folgende Szenenbeschreibung zu finden:

#### Erster Akt
Der Schauplatz ist der Park eines Luxushotels in der Schweiz bei Interlaken mit einem prächtig dekorierten Foyer mit drei breiten Glastüren und einer Freitreppe, die in den Park führt. Hinter dem Foyer sieht man einen Teil des Ballsaals. Die drei Glastüren sind von außen mit malerischen Girlanden aus Edelweiß und Alpenrosen geschmückt. Die Treppe ist mit einem üppigen Teppich ausgelegt, und auf beiden Seiten befinden sich luxuriöse Kronleuchter. Im Hintergrund sind schneebedeckte Berge zu sehen. Der Park soll sehr luftig und fröhlich wirken. Es ist Sommer, kurz vor Ende der Saison.

#### Zweiter Akt
Es ist ein Gipfel zu sehen, umgeben von schneebedeckten Bergen. Dolly und Frank müssen einen Abgrund überqueren. Der begehbare Teil des Felsmassivs sollte sich etwa zwei Meter über dem Boden der Szene befinden, und es sollte genügend Raum für die freie Bewegung der Personen vorhanden sein. In den Spalten der Felsen wachsen weiße Glockenblumen, Edelweiß oder Alpenrosen und andere kleine Blumen. Die Handlung beginnt im hellen Nachmittagslicht, gefolgt von Dämmerung, Nacht und Mondlicht.

#### Dritter Akt
Er spielt auf der überdachten Hotelterrasse mit einem eleganten Eingangsbereich, hinten gibt es eine niedrige Mauer mit einer mittigen Öffnung. Über zwei Stufen gelangt man von dort zu einer höheren Terrasse, die ebenfalls von einer Mauer umschlossen ist. Von hier aus hat man einen Blick zum Forum, dem Park und dem Panorama des Bergs Jungfrau. Hinter einem Säulengang gibt es Glastüren, die zu einem Saal führen und auf der linken Seite zu einer Galerie mit Blick auf den Garten. Die Einrichtung ist schlicht, aber stilvoll und modern. Es gibt kleine Hocker, Sessel und Pflanzen. Der Raum sollte eine fröhliche Dekoration haben. Es ist Morgen.

## Gestaltung

### Musiknummern
Die Operette enthält laut dem Klavierauszug von Gustav Volk folgenden Musiknummern:

#### Erster Akt
- Optionales Vorspiel
- 1. Ensembleszene: Gibt’s eine Hochzeit
- 2. Um zehn Uhr vierzig geht der Zug
- 3. Auftritt. Ist man jung so wie ich
- 4. Da war der blonde Fritze
- 5. Entree: Wenn ich die leuchtenden Gletscher seh’
- 6. Terzett: Erst geht man, dann steigt man
- 7. Wann und wo man Walzer tanzt
- 7 ½. Bühnenmusik
- 8. Finale I: Hätt man das, was meistens fehlt

#### Zweiter Akt
- 9. Introduktion und Duettszene: Nur Mut!
- 10. Szene und Lied: Wie seltsam sein Lachen klang
- 11. Finale II: Wo er nur bleibt

#### Dritter Akt
- 11a. Walzer-Intermezzo
- 11b. Reminiszenz: Süße, kleine Tilly
- 12. Tanzduett: Ja, komm, geh’n wir durch
- 12a. Melodram
- 13. Duett: Nicht jeder Mann wär so wie Sie
- 14. Quartett: Ich bin ja so froh
- 15. Finaletto: Ja, ich war es, der sie geführt

### Instrumentation
Die Orchesterbesetzung der Oper enthält folgende Instrumente:
- Holzbläser: zwei Flöten, eine Piccoloflöte zwei Oboen, ein Englischhorn, zwei Klarinetten, zwei Fagotte
- Blechbläser: vier Hörner, zwei Trompeten, drei Posaunen, eine Tuba
- Pauken, Schlagwerk
- Celesta
- Harfe
- Streicher

## Geschichte und Rezeption
Der zweite Akt des Stückes spielt eine zentrale Rolle, da er von einem nahezu durchkomponiertem Liebesduett handelt, von den Freuden des Alleinseins in der Bergwelt. Dieser Akt war Lehár besonders wichtig, und er betrachtete ihn als einen persönlichen Meilenstein, da er lediglich zwischen zwei Charakteren spielt, was im Genre der Operette eher selten ist. Die Situation, in der die Hauptfiguren durch ein unerwartetes Unwetter gezwungen sind, in den Bergen zu übernachten, stellt die Natur als Freiraum erotischer Fantasie dar. Es wird Musik als Sprache des Unbewussten eingesetzt, die das darstellt, was auf der Bühne nicht geschieht. Hier wird die Vermeidung des Tabus der Intimität zu einem wesentlichen Reiz des Genres.
Musikalisch verweist die leitmotivische Struktur der Operette stark auf Richard Wagner, insbesondere auf dessen Oper Tristan und Isolde. Besonders hervorstechend ist das musikalische Motto, welches in den ersten vier Takten des Liedes Schön ist die Welt zu hören ist: Das vom Fagott, Englischhorn, Flöte und Klarinette gespielte Hirtenmotiv. Lehár hatte sich vor der Entstehung des Werkes intensiv mit Wagner befasst. Nach einer seiner Aufführungen war er so von der Musik erfasst, dass er dessen „Wirkung noch zwei bis drei Tage lang nachempfinden“ konnte.
Lehárs Arbeit an Endlich Allein war nicht ohne Kontroversen. Ein Plagiatsvorwurf des rumänischen Komponisten Romulus Popescu del Fiori führte zu einem Rechtsstreit. Der Komponist war jedoch von seiner Unschuld überzeugt und lud die Gutachter Franz Schreker,  Wilhelm Kienzl sowie Giacomo Puccini zu einer Vorstellung am 17. März 1914 ein. Lehár wurde später von den Anschuldigung des Plagiats entlastet.
Die Rezeption der Operette war gemischt. Obwohl das Publikum und die Kritiker die Darstellung und die Musik lobten, wurden Fragen über den künstlerischen Wert des Stückes und die Wahl der melodramatischen Techniken, die an Filmmusik erinnern, aufgeworfen. Wilhelm Karczag, Direktor des Theaters an der Wien, sah in diesem Werk ein neues Genre statt einer klassischen Operette.